# Codi ATC A01
El  codi ATC A01, descrit com Preparacions estomatològiques, és una subgrup terapèutic de l'Anatomical, Therapeutic, Chemical Classification System (ATC). La classificació ATC és un sistema de codis alfanumèric desenvolupat per l'Organització Mundial de la Salut (OMS) per als fàrmacs i altres productes sanitaris. El subgrup A01 és part del grup anatòmic A Sistema digestiu i metabolisme.

Els codis per a ús veterinari (codis ATCvet) poden han estat creats afegint la lletra Q davant dels codis ATC humans: QA01... 
Les adaptacions estatals de la classificació ATC poden incloure codis addicionals no presents en aquesta llista, que segueix la versió de l'OMS.

## A01A Preparacions estomatològiques
A01A A Agents per a la profilaxi de les càries
A01A B Antiinfecciosos per a tractament oral local
A01A C Corticosteroidees per a tractament oral local
A01A D Altres agents per a tractament oral local